# Музей професійного мініатюрного мистецтва Генрик Ян Доміняк в Тихах

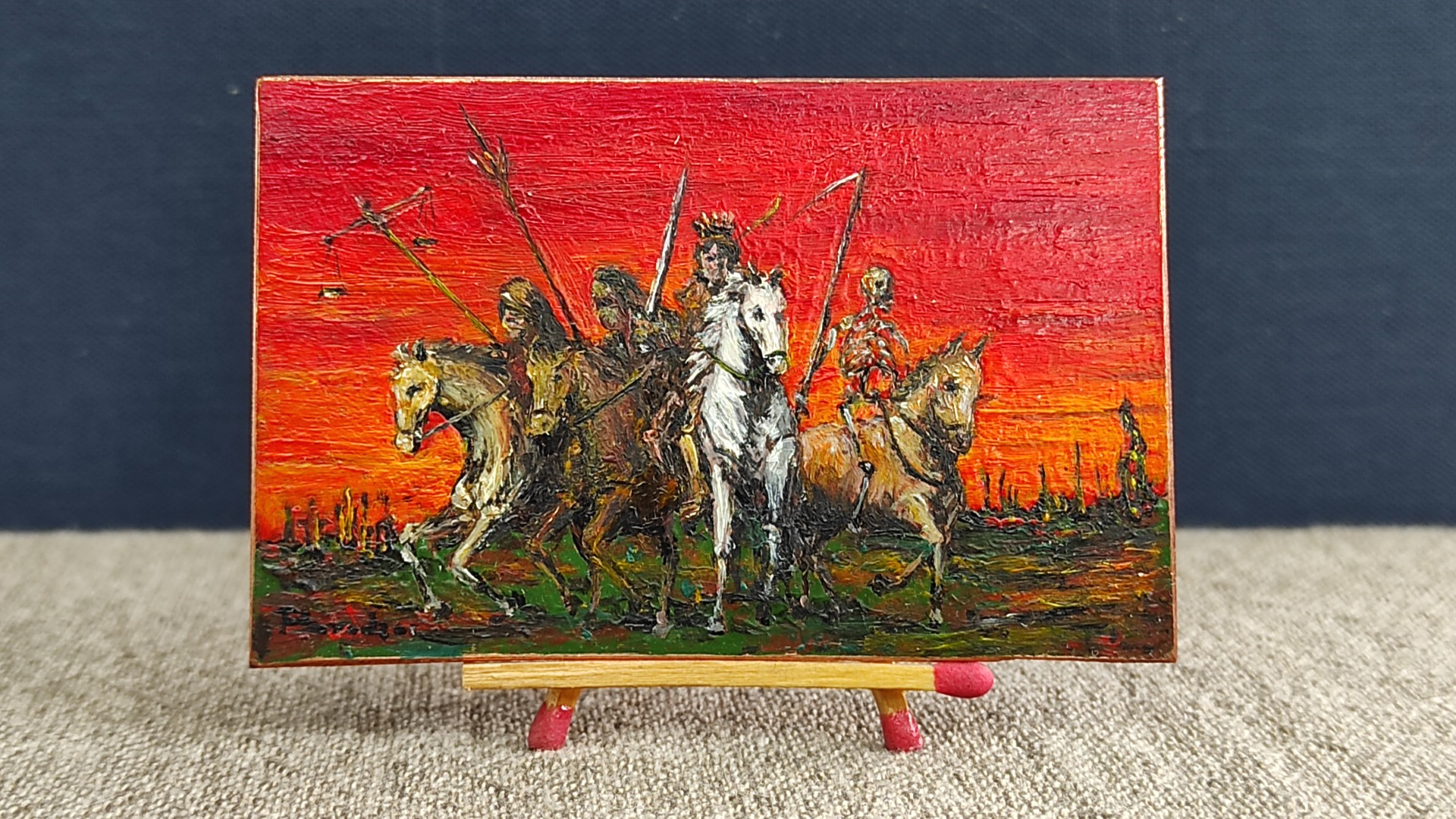
«Чотири вершники Апокаліпсису» 2025. Картина Павла Бродзіша
розміри 50 × 77 mm, експонат музею

Музей професійного мініатюрного мистецтва Генрик Ян Доміняк в Тихах (пол. Muzeum Miniaturowej Sztuki Profesjonalnej Henryk Jan Dominiak w Tychach) — музей модернізму — сучасного мистецтва, в Тихах, вул. Жваковська 8/66. Генрик Ян Доміняк, засновник і директор музею, формує його сучасний образ, а також планує його майбутній розвиток, так як місією музею є служіння науці, мистецтву та суспільству, частиною яких він є.
Належить до найбільш молодих та маленьких колекцій пам яток мистецтва на планеті Земля. Постійна експозиційна галерея Музею займає два приміщення: Гранітова та Скляна Зала загальною площею 21,9 м². Стіни Музею оздоблені дзеркалами без рамок з метою оптичного збільшення маленькою площі Музею і для сучасного вигляду.
За згодою Юридичного Відділу Міністерства культури і національної спадщини Польща була створення постійна тематична архітектоніка (структура) Музею:
- Колекція живопису, рисунку і графіки;
- Колекція скульптури і кераміки;
- Колекція фалеристики, вексилології, геральдики, символіки і емблематики;
- Колекція холодної зброї.

## Діяльність

### Експонати
Колекційна родина внесено до інвентарю музею
| Музейний відділ | Область мистецтва або науки                         | Кількість експонатів на полях | Сума експонатів у розділах | Всього експонатів (2013—2022)                  |
| --------------- | --------------------------------------------------- | ----------------------------- | -------------------------- | ---------------------------------------------- |
| I               | живопис малювання графіка                           | 0098 0165 0028                | 0291                       | 942 розмір врожаю станом на 9 квітня 2022 року |
| II              | скульптура кераміка                                 | 0049 0007                     | 0056                       | 942 розмір врожаю станом на 9 квітня 2022 року |
| III             | фалеристика вексилологія геральдика символи емблеми | 0207 0000 0075 0074 0238      | 0594                       | 942 розмір врожаю станом на 9 квітня 2022 року |
| IV              | Біла зброя                                          | 0001                          | 0001                       | 942 розмір врожаю станом на 9 квітня 2022 року |

Змістовний зміст таблиці ґрунтується на детальному переліку рухомих предметів мистецтва чи науки, що входять до інвентарних об'єктів на офіційному сайті підрозділу за період (2013—2022 рр.)

## Колекції

### Надлишок живопису, малюнку та графіки
Найстаріший експонат — 1993 року, наймолодший — 2022 року. Найменші представлені на мольбертах із традиційних сірників. До них додаються таблички з описом рухомого майна. У цьому розділі кількість ілюстрацій поповнюється донині.
Підмножина зображень (середній елемент — 98 об'єктів, що цікавлять)
Цей сегмент значною мірою, від 98 до 92, представлений мініатюрами. Усі твори мистецтва, виготовлені вручну, що розкривають польське та бразильське мистецтво, походять із 21 століття, за винятком трьох поперечних зрізів різнокольорових смуг агатів, створення яких оцінюється приблизно 270 мільйонів років тому. створені в Нижньосілезьких геодах. Двовимірні зображення реальності чи бачення з'являлися на полотні, картоні, ДВП, дрібній керамічній плитці, на природних: мінералах (цоїзит, содаліт) і метаморфічній породі, наприклад, лісовому зеленому мармурі. Натхненням для їх утворення стало царство рослин наступного роду: волошка, гербера, Вифлеємська зірка, лілія, мак, троянда та соняшник. Тематика пейзажу була визначена з великим розмахом: пейзажний живопис: корчма ведута, дзвіниця, каплиця, церква, млин, синагога, замок), картина марини, пейзаж із стафажем. Акт є суттєвим мотивом зосередженості в цій ланці — перш за все, ноктюрн. Проста частина картини — тема царства тварин наступного роду: кінь, леопард. Далі тварини загону: крокодили, чешуйчати і черепахи. Накопичення поглядів на сузір'я, розташоване в зоні небесного екватора, стало обмеженим.

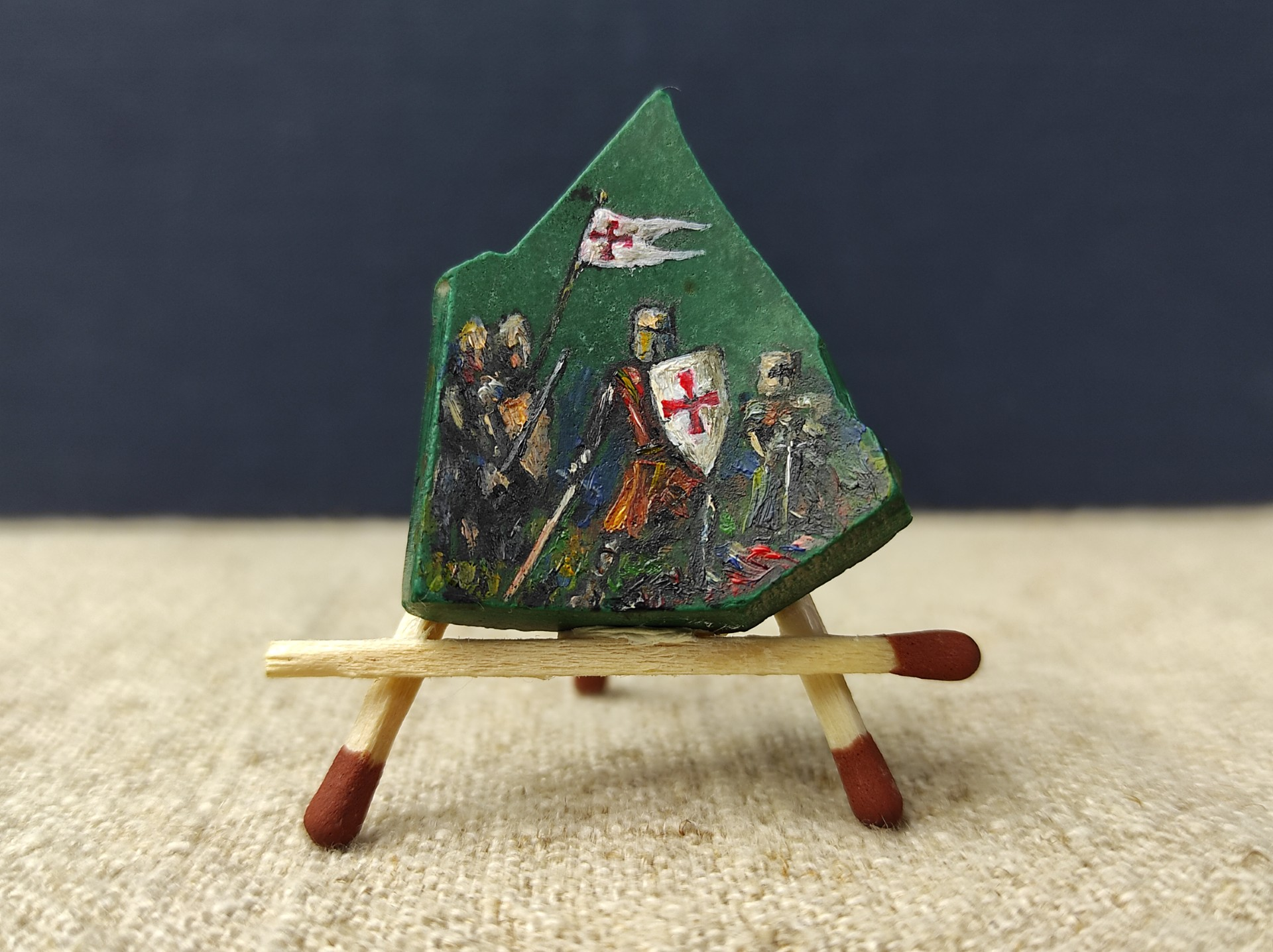
Захоплення Єрусалима хрестоносцями розміри 32 x 28 mm.
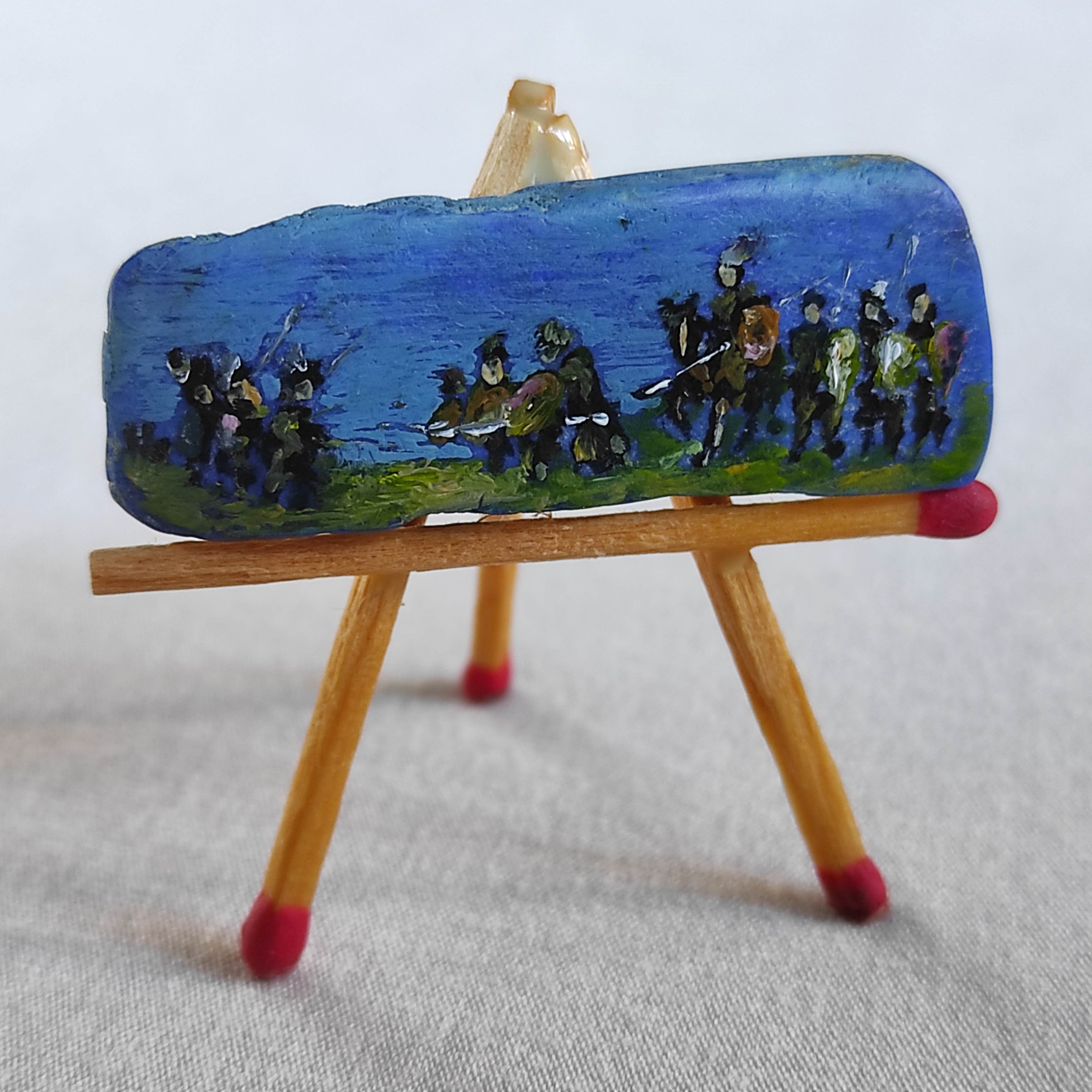
Битва під Цединією розміри 15 x 42 mm.
Диво на Віслі розміри 22 x 44 mm.[7]
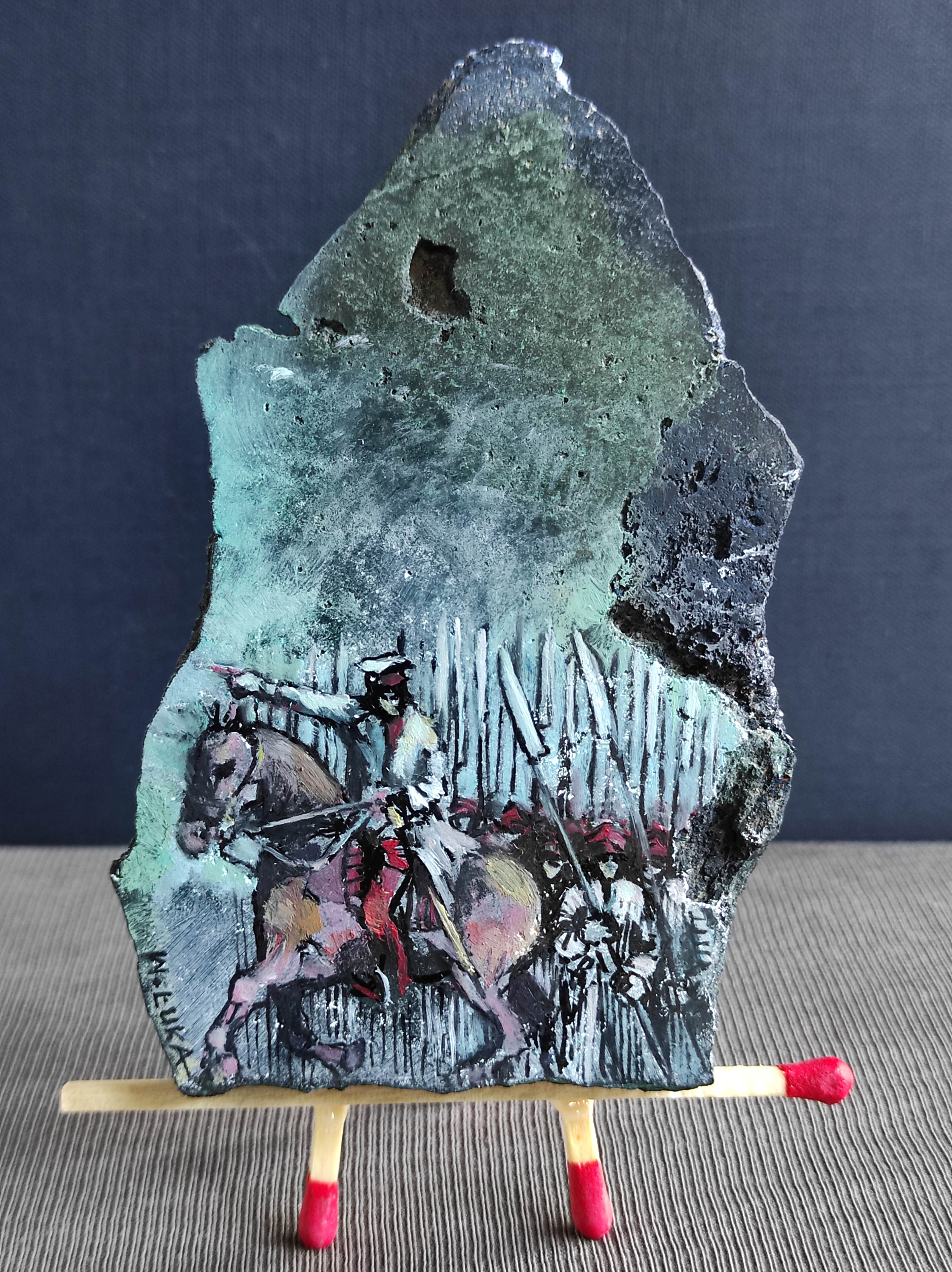
Битва під Рацлавицями Автор Войцех Лука Час створення 13 липня 2023 р. Матеріал Малахіт i Афганський лазурит Техніка олія Розміри 132 × 77 mm.
Троянди розміри 23 × 23 mm.
Оріон розміри 31 × 19 mm
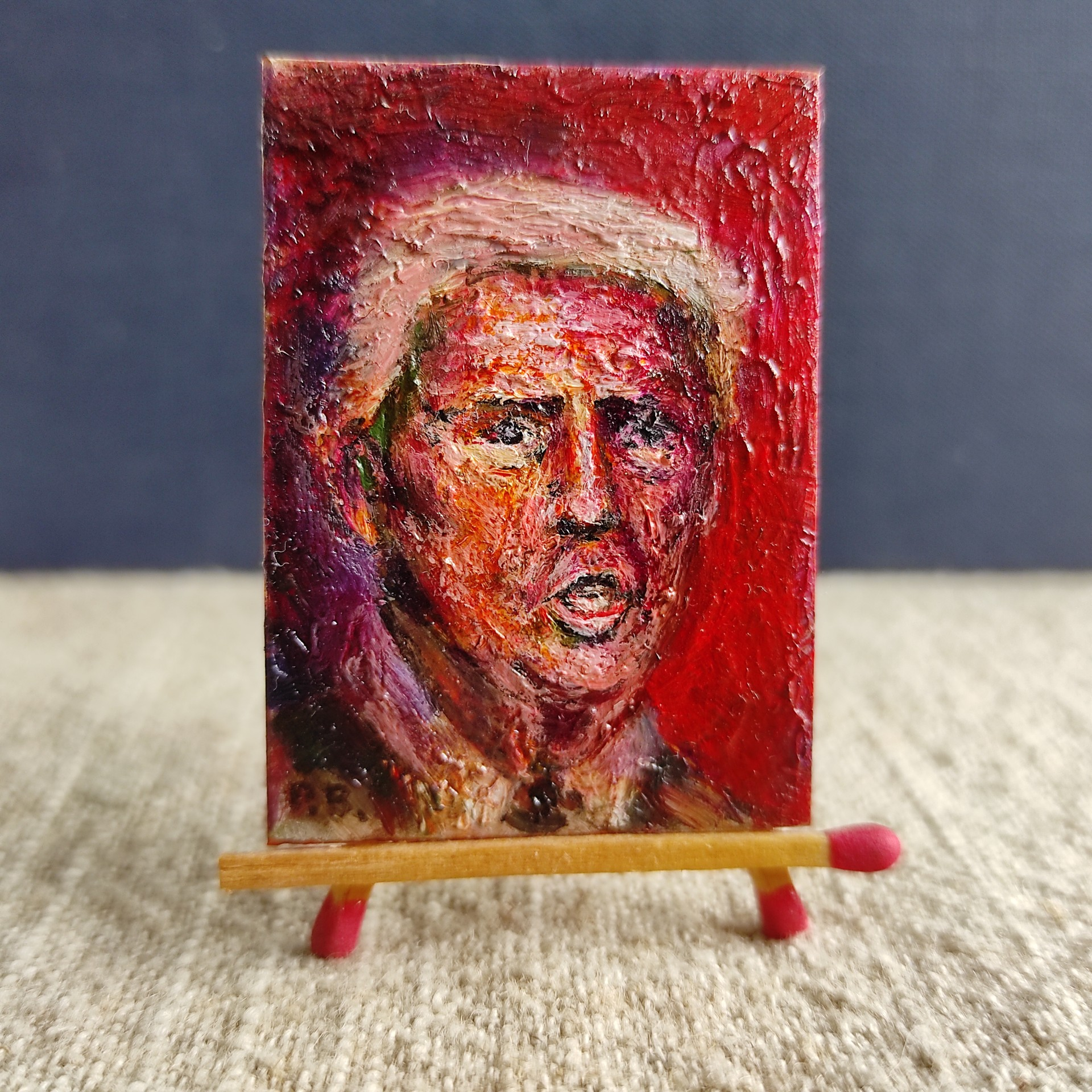
Дональд Трамп портрет — розміри 49 × 35 mm

- Битва під Рацлавицями
Автор Войцех Лука
Час створення 13 липня 2023 р.
Матеріал Малахіт i Афганський лазурит
Техніка олія
Розміри 132 × 77 mm.
- Троянди
розміри 23 × 23 mm.
- Оріон
розміри 31 × 19 mm
- Дональд Трамп
портрет — розміри 49 × 35 mm

Підмножина малюнків (найбільший елемент, що становить основу колекції — 165 предметів)
У музеї представлена багата колекція площинних відображень вражень чи уяви, сформованих на папері та картоні за допомогою олівця (графіт) чи чорнила (чорна, кольорова). Поряд із композицією ліній, виконаних на площині, ребра якої утворюють прямокутники або квадрати, з'являються такі, що мають ребро, які називаються тондами малювання, або будь-якою кривою зі змінним ходом. Тут активізація форми відчутної форми, досяжного і зрозумілого повідомлення, як у підмножині живопису, була тим самим тваринним царством наступного роду: людина, кінь, вовк, заєць, рутилус, стегозавр, тиранозавр, трицератопс, брахіозавр, птеранодон. З цього ж царства загону: бабки, метелики та ардея (види сірої чаплі). Є твори, в яких відображено царство рослин наступного роду: дуб, верба, пшениця.

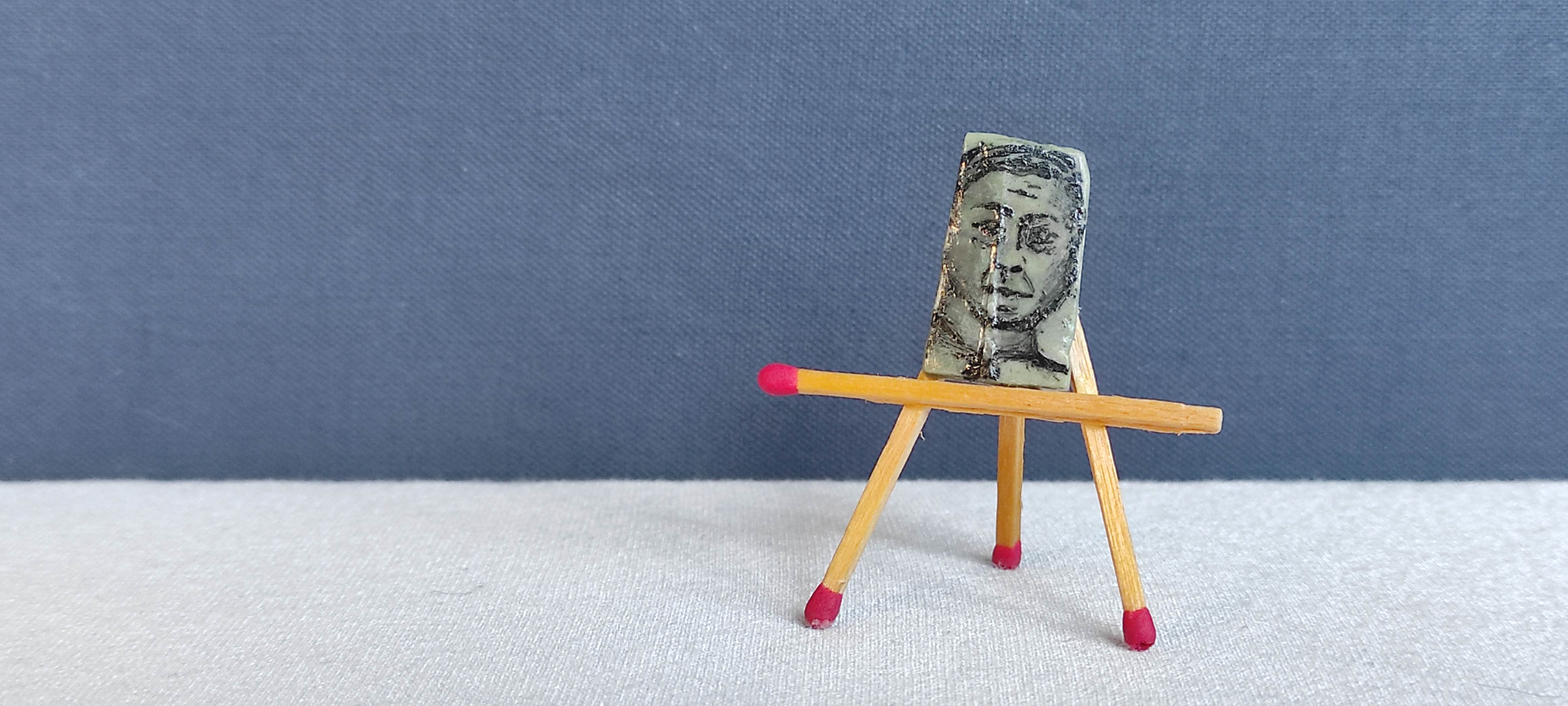
Зеленський Володимир Олександрович портрет — розміри 14 x 22 mm.
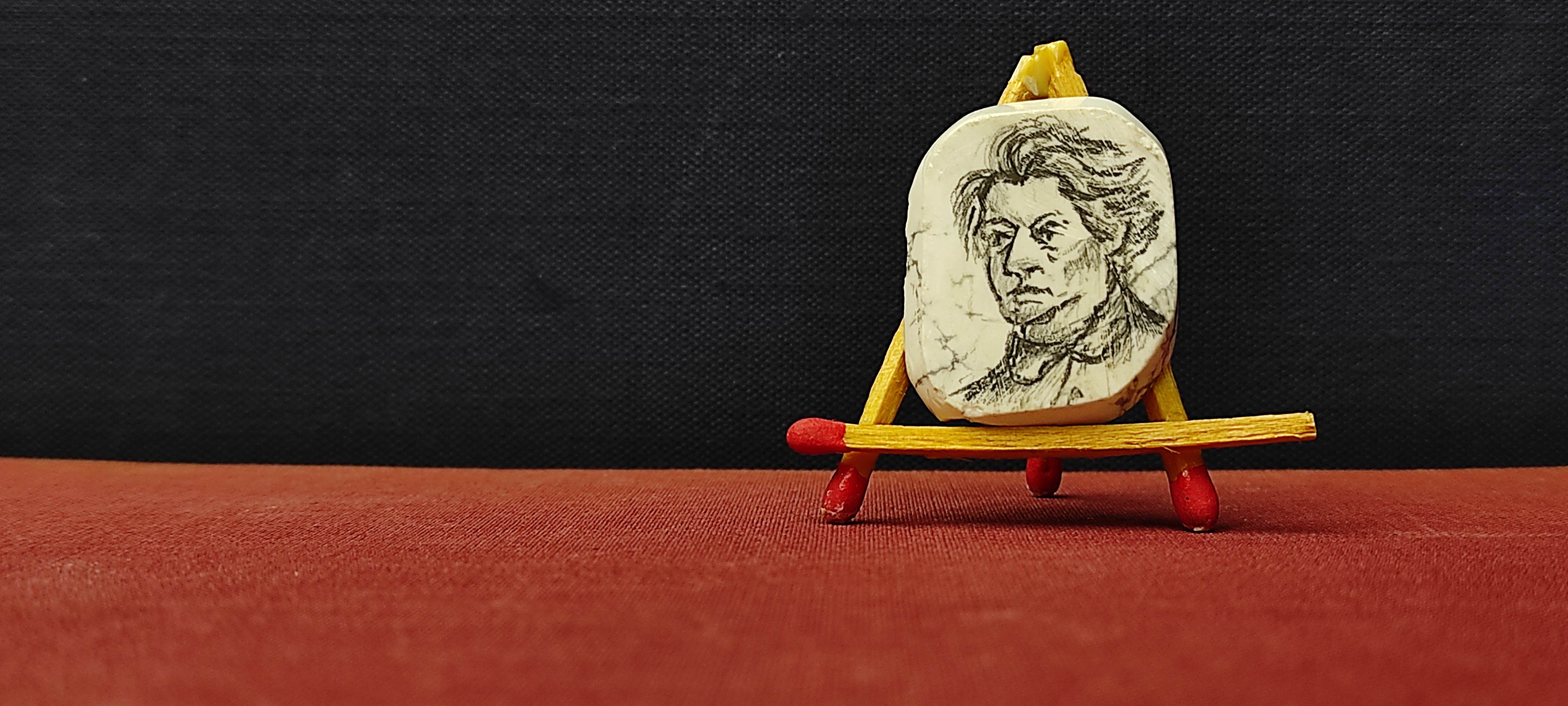
Адам Міцкевич портрет — розміри 22 x 28 mm.
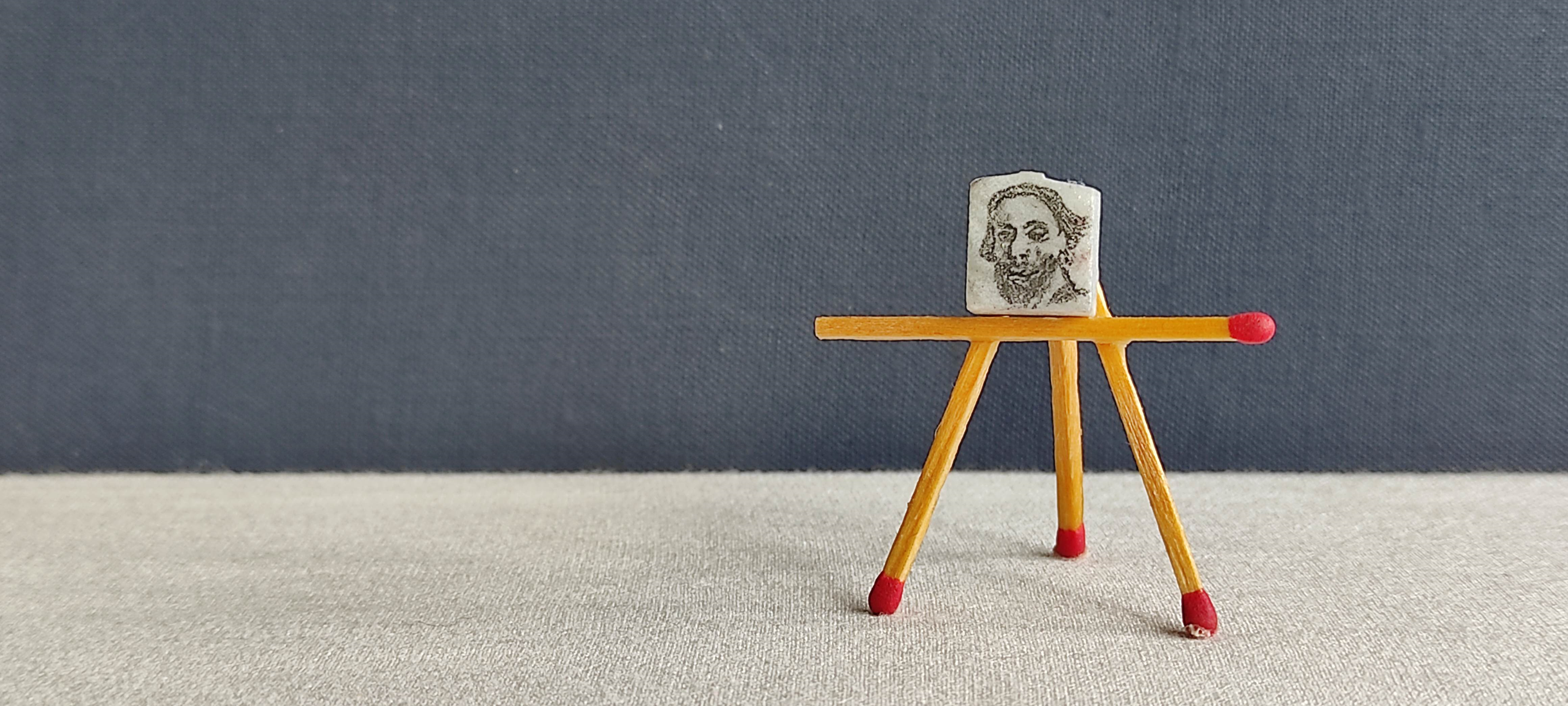
Ципріан Каміль Норвід портрет — розміри 12 x 13 mm.

Підмножина графіки (найменший елемент — 28 фізичних речей)
До музею надійшла досить ексцентрична графіка, виконана з використанням традиційних технік: цехової графіки (офорт та акватинта), гравюри на гумі, комп'ютерної техніки (комп'ютерна графіка) або з використанням різноманітних процедур (власна техніка). Їх робили реальними на папері ручної роботи, простому чи картоні — митці зафіксували царство тварин наступного роду: людину, phasianus або образи, створені в їхній уяві. На даний момент заклад налічує 19 мініатюр, найстаріша з них датована 1999 роком.

## Антураж Музею
Оригінальний антураж Музею складає Парк Рай і рубіновий сонячний годинник, який майстерно виготовлений оксфордським фізиком д-ром Луцианом Пайджиком. Розташований у центрі міста, він є чудовою туристичною визначною пам'яткою та служить навчальним закладом для місцевих студентів.

## Нагороди
- Почесна відзнака «За заслуги перед польською культурою» (пол. Odznaka honorowa «Zasłużony dla Kultury Polskiej») — (2021)[13]